# ذخایر زیست‌کره آتشفشان‌های لس
ذخایر زیست‌کره آتشفشان‌های لس (به اسپانیایی: Los Volcanes Biosphere Reserve) یک ذخیره‌گاه زیست‌کره در مکزیک است که در پوئبلا واقع شده‌است.